# Francesco Barberini (1662–1738)
Francesco Barberini, dito o Menor (Roma, 12 de novembro de 1662 - Roma, 17 de agosto de 1738) foi um cardeal italiano, Deão do Sagrado Colégio dos Cardeais. Era membro da tradicional família Barberini.

## Biografia
Nascido da tradicional família Barberini, era sobrinho-bisneto do Papa Urbano VIII e dos cardeais Antonio Marcello Barberini e Lorenzo Magalotti, sobrinho dos cardeais Francesco Barberini e Francesco Maria Macchiavelli, sobrinho do cardeal Carlo Barberini e primo do cardeal Rinaldo d'Este.

## Cardinalato
Dedicou-se ao estado eclesiástico ainda jovem. Conforme o costume da época, comprou um cargo na Câmara Apostólica, no pontificado do Papa Inocêncio XI. Auditor da Câmara Apostólica. Foi criado cardeal no consistório de 13 de novembro de 1690 pelo Papa Alexandre VIII, recebendo o barrete cardinalício e o título de Cardeal-diácono de Santo Ângelo em Pescheria em 27 de novembro, com dispensa por não ter as ordens e ter um tio e um primo já cardeais.
Legado em Romandiola, 4 de janeiro de 1694. Recebeu as ordens menores, 14 de fevereiro de 1694; o subdiaconato, 22 de novembro de 1699; e diácono em 26 de setembro de 1700. Abade comendatário de Farfa e de Subiaco desde 1704. Foi ordenado . Em 6 de maio de 1715, optou pela ordem dos cardeais-presbíteros com o título de São Bernardo nas Termas Dioclecianas e em 15 de setembro, é ordenado padre. Em 11 de maio de 1718, passa ao título de Santa Praxedes.

## Episcopado
Passou a ordem dos cardeais-bispos, recebendo a Sé Suburbicária de Palestrina; consagrado bispo pelo cardeal Fabrizio Paolucci em 16 de março de 1721, na igreja monástica da Santa Encarnação dos Carmelitas Descalços, assistido por Vincenzo Petra e Bernardo Maria Conti, O.S.B.
Em 22 de junho de 1726, é nomeado prefeito da S. C. para os Bispos e Regulares. Em 1 de julho de 1726, passa a ser o deão do Sacro Colégio dos Cardeais, passando a ser o titular da Sé Suburbicária de Ostia-Velletri. Dessa forma, presidiu o Conclave de 1730.
Faleceu em 17 de agosto de 1738, em seu palácio romano. Solenemente transferido para a igreja de S. Andrea della Valle, em Roma, onde o funeral teve lugar, foi enterrado lá, temporariamente. Mais tarde, seus restos mortais foram transladados para Palestrina, e sepultado na igreja de S. Rosália, no túmulo de seus antepassados.

## Conclaves
- Conclave de 1691 - participou da eleição do Papa Inocêncio XII
- Conclave de 1700 - participou da eleição do Papa Clemente XI
- Conclave de 1721 - participou da eleição do Papa Inocêncio XIII
- Conclave de 1724 - participou da eleição do Papa Bento XIII
- Conclave de 1730 - participou como Decano da eleição do Papa Clemente XII[2]